# Novembre 1883

## Événements
- Samori Touré détruit l’État animiste du Konyan et exige la conversion des vaincus à l’islam.

- 3 - 5 novembre (Soudan) : le Mahdi, qui a occupé le Kordofan, défait les troupes égyptiennes conduites par le général britannique Hicks Pacha à El Obeid, puis occupe sans difficultés le Darfour et le Bahr El-ghazal.

- 15 novembre : la Cour suprême des États-Unis déclare inconstitutionnelle le Civil Rights Act de 1875 qui visait à empêcher la ségrégation dans les lieux publics. Les juges ont estimé que la Constitution autorise seulement le Congrès à lutter contre la discrimination raciale au niveau des États, mais qu’il est incompétent lorsque le cas ressortit au droit privé.

- 18 novembre : le Canada et les États-Unis adoptent le Temps universel à la suite de la Conférence de Washington.

- 22 novembre : début du règne de Ranavalona III, reine de Madagascar (fin en 1885).

- 24 novembre : le préfet de la Seine, Eugène Poubelle, signe un arrêté préfectoral relatif à l'enlèvement des ordures ménagères, pour lutter contre l'entassement des déchets dans les rues de la région parisienne.

## Naissances
- 7 novembre : Valerio Valeri, cardinal italien de la curie romaine († 22 juillet 1963).
- 8 novembre : Robert Godding, homme politique belge († 6 décembre 1953).
- 16 novembre : Martin Bloch, peintre anglo-allemand († 19 juin 1954).
- 19 novembre : 
  - Roman Dyboski, philologue et chercheur en littérature, polonais († 1er juin 1945).
  - Ned Sparks, acteur et scénariste.
- 30 novembre : James Garfield Gardiner, premier ministre de la Saskatchewan.